# Gold Stick
Gold Stick ist die Bezeichnung für einen Bediensteten am Hof des britischen Monarchen.
Das Amt existiert seit der Tudor-Zeit, als zwei Offiziere zu persönlichen Leibwachen des Souveräns ernannt wurden und diesen Titel bekamen. Seit der Regentschaft von Königin Victoria sind die Aufgaben rein zeremonieller Natur.
Die Gold Sticks sind im monatlichen Wechsel im Dienst. Der jeweils aktive Gold Stick führt die Bezeichnung Gold Stick-in-Waiting. Sie sind bei vielen protokollarischen Anlässen anwesend, z. B. Trooping the Colour und der alljährlichen Parlamentseröffnung. Der Name leitete sich von einem Stab mit goldenen Kopf her, der die Amtsgewalt symbolisiert.
Die Regiments-Colonels der Gardekavallerieregimenter der britischen Armee sind stets kraft Amtes gleichzeitig Gold Stick. Zurzeit sind dies Prinzessin Anne als Colonel der Blues and Royals und Sir Edward Alexander Smyth-Osbourne als Colonel der Life Guards.
In Schottland hat der Captain General der Royal Company of Archers, zur Zeit Richard Scott, 10. Duke of Buccleuch, das Amt inne.
Stellvertreter der Gold Sticks ist der Silver Stick-in-Waiting, der bei weniger wichtigen protokollarischen Anlässen, wie dem Empfang eines Staatsoberhauptes, die Aufgaben allein wahrnimmt. Dieses Amt ist immer mit dem des Kommandeurs der Household Cavalry verbunden.